# Isabella von Armenien (Prinzessin)
Prinzessin Isabella von Armenien († um 1321) war die Tochter von Leon III. von Armenien und Schwester von König Hethum II. Die armenische Form ihres Namens ist Զաբէլ (in reformierter Schreibweise Զաբել; in wissenschaftlicher Transliteration Zabel bzw. Zabēl). Die westarmenische Aussprache lautet [zapʰɛl], die ostarmenische [zabɛl] (notiert im internationalen phonetischen Alphabet).
Sie war seit 1293 mit dem Prinzen Amalrich von Zypern, Titularfürst von Tyrus, verheiratet, der von 1306 Regent von Zypern wurde. Mit ihm hatte sie sechs Kinder:
- Hugo
- Heinrich († um 1321)
- Guido († 1344), König von Armenien 1342–1344
- Johann († 1343)
- Bohemund († 1344)
- Maria, die ihren Vetter König Leon IV. von Armenien (1289–1307) heiratete

Im Jahr 1310 wurde Amalrich ermordet, woraufhin Isabella mit ihren Kindern nach Armenien floh.
Zu einem nicht näher bestimmbaren Zeitpunkt zwischen 1320 und 1323 wurden Isabella und ihr Sohn Heinrich gefangen gesetzt und von Oschin von Korykos ermordet, weil dieser, Regent für Leon V. von Armenien, die Zahl der Thronerben reduzieren wollte.